# Kingborough Council
Kingborough Council – obszar samorządu lokalnego (ang. local government area), położona w południowej części aglomeracji Hobart. Część Kingborough położona jest na wyspie Bruny. Obszar ten zamieszkuje 32 228 osób (dane z 2007). Ważniejsze miasta: Kettering, Margate i Snug. 
W celu identyfikacji samorządu Australian Bureau of Statistics wprowadziło czterocyfrowy kod dla gminy Kingborough – 3610.